# Småskoleseminarium
Ett småskoleseminarium var i Sverige från mitten av 1800-talet och fram till 1961 en utbildningsanstalt som utbildade småskollärare. 
Stockholms folkskoleseminarium började 1867 att ge kurser för lärarinnor vid småskolan och Skara folkskoleseminarium 1870. De svenska småskoleseminarierna var med några undantag kommunala eller landstingskommunala tills de förstatligades 1931. År 1926 fanns 28 småskoleseminarier, varav 21 drevs av landsting.
Efter förstatligandet behölls åtta småskoleseminarier, varav fyra var förlagda till folkskoleseminarierna i Härnösand, Strängnäs, Skara och Landskrona. De övriga fyra var småskoleseminarierna i Haparanda och Lycksele med treårig kurs samt i Falun och Linköping med tvåårig.
År 1961 uppgick småskoleseminarierna i Sverige i folkskoleseminarier.